# Lucio Valerio Potito (cónsul 449 a. C.)
Lucio Valerio Potito  fue cónsul romano en el año 449 a. C., con Marco Horacio Barbato.

## Familia
Dionisio dice que es nieto del gran Publio Valerio Publícola, y un hijo del cónsul del año 475 a. C. Publio Valerio Publícola, quien, durante su segundo consulado (460 a. C.), resultó muerto en el asalto al Capitolio, que había sido ocupado por Apio Herdonio (Dionis. xi. 4), y, por lo tanto, lo encontramos bajo el nombre de L. Valerio Publícola Potito.
Pero se cree que es más probable que él fuera hijo o nieto del cónsul del año 483 a. C. Lucio Valerio Potito, debido a que, en primer lugar nos encontramos con que Tito Livio, Cicerón y Dionisio de Halicarnaso, invariablemente le dan el apellido de Potito y nunca el de Publícola, y en segundo lugar, porque la gran popularidad de Potito naturalmente dará origen a la tradición de que era un descendiente directo de dicho miembro de la gens, que tuvo un destacado papel en la expulsión de los reyes.
Los anales de la gens Valeria registran que Lucio Valerio Potito fue la primera persona que ofreció oposición a los decenviros. Él y Marco Horacio Barbato figuran como los dirigentes de la rebelión del pueblo en contra de Apio Claudio Craso después del asesinato de Virginia por su padre. Cuando los plebeyos habían efectuado la segunda secesión del Monte Sacro, él y Horacio fueron enviados por el senado, como los únicos miembros aceptables, de negociar las condiciones de la paz. En esta misión tuvieron éxito, el decenvirato fue abolido, y los dos amigos de la plebe, Valerio y Horacio, fueron elegidos cónsules en el año 449 a. C.

## Carrera política
Su consulado es memorable por la redacción de las célebres Leges Valeriae Horatiae que garantizaba las libertades de la plebe y les daba más poder en el estado.
Después de la promulgación de estas leyes, los cónsules procedieron a marchar contra los enemigos de Roma. Los habitantes acudieron masivamente a enrolarse en los ejércitos consulares y lucharon con entusiasmo bajo sus órdenes. En consecuencia Valerio derrotó a los ecuos y volscos., Horacio a los sabinos, y ambos ejércitos regresaron a Roma cubiertos de gloria.
El Senado, sin embargo, se negó a concederles el triunfo. (Tito Livio iii. 39-41, 49-55,61 -64; Dionys. Xi. 4, & c. 45, & c.; Cic. Ii de Rep. 31, Brut. 14; Niebuhr, Hist, de Roma, Vol. Ii. Pp. 345-376.)
En 446 a. C. Valerio fue elegido por las centurias como uno de los cuestores parricidii (Tac. Ann. Xi. 22).